# Synagoga Luisa de Torresa we Freeport
Synagoga Luisa de Torresa we Freeport (ang. Luis de Torres Synagogue) – jedyna synagoga na Bahamach, znajdująca się w drugim co do wielkości mieście kraju Freeport, przy East Sunrise Highway.
Synagoga została zbudowana w 1972 roku, przez Freeport Hebrew Congregation (pol. Hebrajską Kongregację Freeport). Została nazwana na cześć Luisa de Torresa, żydowskiego marraniego, który pływał z Krzysztofem Kolumbem do Nowego Świata.